# Slovanské tance

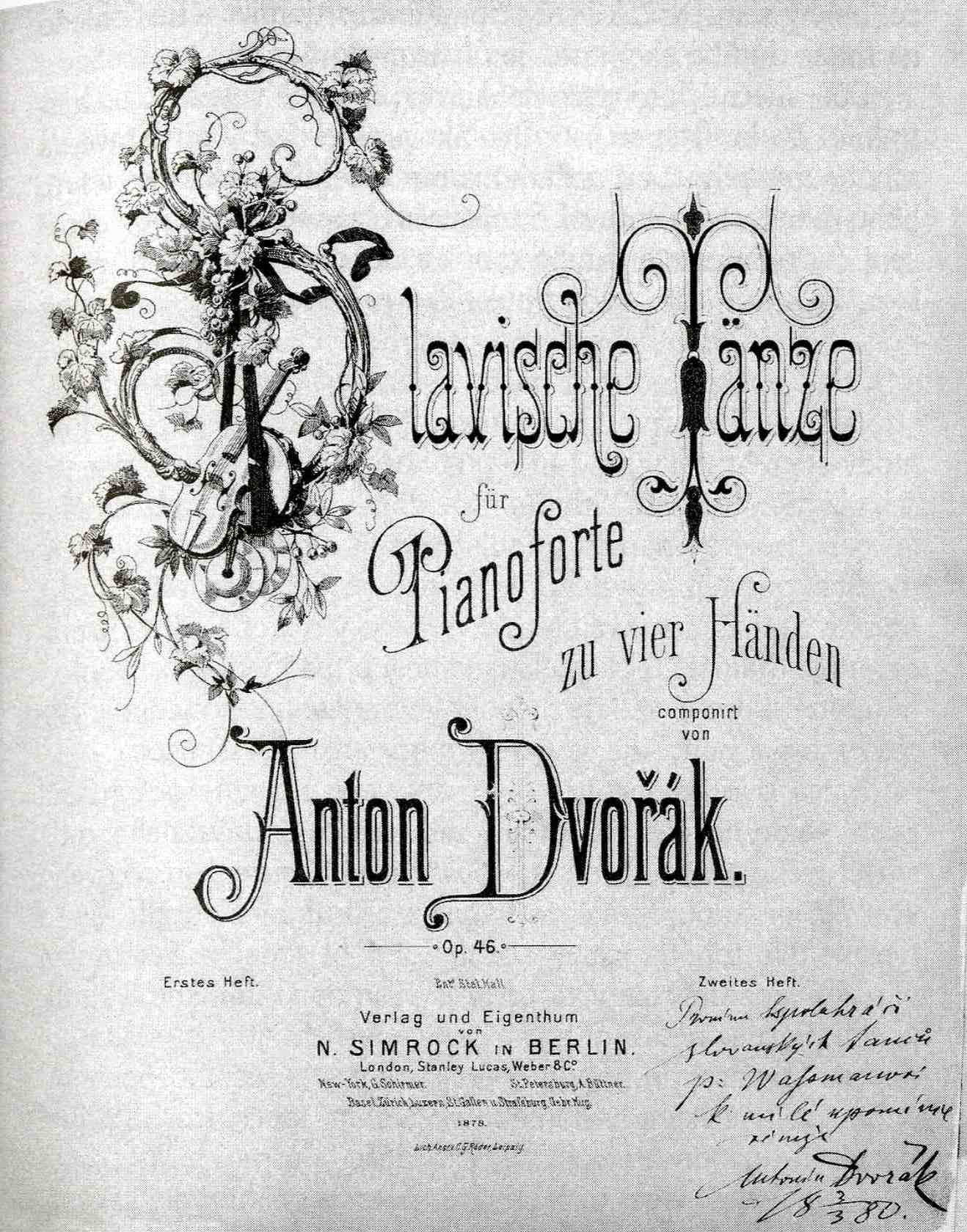
Titulní list prvního vydání Slovanských tanců s Dvořákovým věnováním

Slovanské tance, (I. a II. řada), op. 46 a 72 Antonína Dvořáka jsou cyklus hudebních skladeb, vycházející z jedné ze základních forem lidové hudby, tedy lidového tance. Jedná se o zpracování melodicko-harmonických a rytmických vzorů hudební kultury slovanských národů. Existují ve dvou typech provedení, orchestrálním a klavírním. Orchestrální forma „Slovanských tanců“ je opusem, který svou originalitou a pojetím otevřel Dvořákovi dveře do ciziny a tím zahájil i jeho světovou kariéru.

## Části
V první řadě najdeme vesměs tance české, jediným cizím je ukrajinská dumka (č.2). Ve druhé řadě najdeme výběr více mezinárodní – kromě českých tanců je tu slovenský odzemek, srbské kolo, polonéza a opět skladatelem oblíbená dumka, tentokrát ve dvojím provedení.

### I. řada (op. 46)
- Č. 1 C dur Presto (Furiant)
- Č. 2 e moll Allegretto scherzando (Dumka)
- Č. 3 As dur Poco allegro (Polka)
- Č. 4 F dur Tempo di Minuetto (Sousedská)
- Č. 5 A dur Allegro vivace (Skočná)
- Č. 6 D dur Allegretto scherzando (Sousedská)
- Č. 7 c moll Allegro assai (Skočná)
- Č. 8 g moll Presto (Furiant)

### II. řada (op. 72)
- Č. 1 H dur Molto vivace (Odzemek)
- Č. 2 e moll Allegretto grazioso (Mazur / Dumka)
- Č. 3 F dur Allegro (Skočná)
- Č. 4 Des dur Allegretto grazioso (Dumka)
- Č. 5 b moll Poco adagio (Špacírka)
- Č. 6 B dur Moderato, quasi Minuetto (Polonéza)
- Č. 7 C dur Allegro vivace (Kolo)
- Č. 8 As dur Grazioso e lento, ma non troppo, quasi tempo di Valse (Sousedská)

## Historie
První řadu Slovanských tanců napsal Dvořák v roce 1878 na žádost nakladatele Fritze Simrocka, kterému Dvořáka doporučil Johannes Brahms. Simrock, povzbuzen úspěchem vydaných Moravských dvojzpěvů požadoval po Dvořákovi řadu stylizovaných slovanských tanců v úpravě pro čtyřruční klavír. S podobně koncipovaným dílem, čtyřručními Uherskými tanci slavil právě Brahms roku 1869 velký úspěch. Dvořák na nabídku reagoval bezprostředně, ustal pracovat na cyklu Slovanských rapsodií a po dopsání první rapsodie D dur 17. března 1878 začal s tvorbou prvních osmi Slovanských tanců. Práce šla Dvořákovi velice rychle, celá kompozice trvala pouhé tři týdny. Polka As dur (č. 3/I) byla dokončena 4. dubna, sousedská F dur 9. dubna (4/I) a furiant g moll, poslední z první řady tanců byl dokončen 7. května 1878. Data dokončení dalších tanců nejsou známa. Ačkoli ještě nebyla 16. května 1878 úprava pro čtyřruční klavír vydána, na koncertě Spolku českých žurnalistů v Novoměstském divadle v Praze provedl orchestr Prozatímního divadla pod taktovkou Adolfa Čecha v orchestrálním provedení tři tance (první C dur, šestý D dur a třetí As dur). K orchestraci zbylých tanců je známo jen to, že instrumentace druhého tance e moll byla skladatelem dokončena 14. července 1878 v Praze, instrumentace tance sedmého započala „v Šumavě na Špicberku“ 1. srpna téhož roku a že instrumentace tance osmého byla dokončena 22. srpna 1878. V srpnu 1878 taktéž došlo v berlínském nakladatelství N. Simrock k vydání klavírní verze Tanců. Ještě téhož roku došlo i k vydání orchestrální verze tanců, jež slavila velice rychle velký úspěch po celé Evropě. Došlo také k premiérám zbylých orchestrovaných tanců: 4. prosince 1878 byla v Drážďanech premiérována dumka e moll a tance č. 5-8 byly premiérovány 18. prosince 1878 tamtéž. Drážďanskou Königliche Kapelle při obou tamějších premiérách řídil Adolph Bernhard Gottlöber.
Druhou řadu začal psát Dvořák osm let po vydání řady první na nátlak nakladatele pro velký úspěch orchestrální i klavírní verze první řady Slovanských tanců. V květnu 1886 po dokončení práce na oratoriu Svatá Ludmila začal pracovat na dalších osmi tancích. Práci dokončil 9. července 1886.

## Charakteristika
Na rozdíl od již jmenovaných Brahmsových Uherských tanců Dvořák nevycházel z již existujících lidových tanečních písní a témata zvolil vlastní. Formálně se jedná většinou o ronda, případně o skladby v třídílné písňové formě ABA. Témata jsou pravidelná a periodická, čtyř- nebo osmitaktová. Příznačné je časté prolínání durového a mollového tónorodu, polymelodika a velká výraznost basové linie. První řada byla instrumentována pro pikolu, 2 příčné flétny, 2 hoboje, 2 klarinety, 2 fagoty, 4 lesní rohy, 2 trubky, 3 pozouny, tympány, velký buben, činely, triangl, I. a II. housle, violy, violoncella a kontrabasy.
Druhá řada se od řady první odlišuje poetičtějším a melancholičtějším charakterem. Dvořák proto uplatňuje formy, jež umožňují častější střídání nálad, např. srbský tanec kolo. Dále se druhá řada odlišuje rytmickou složkou, ta je v druhé řadě trochu chudší. Totéž se týká i instrumentace, ta je také chudší, na rozdíl od první řady.

## Reprezentativní nahrávky
- „Antonín Dvořák: Slovanské tance, Česká suita“, Česká filharmonie, dirigent Václav Neumann; nahráno 1971, Supraphon (2 LP), 1978
- „Antonín Dvořák: Slavonic Dances“, Česká filharmonie, dirigent Václav Talich, (Supraphon, Special Talich-Dvořák Edition, č.2)
- „Antonín Dvořák: Slawische Tänze, op. 46 Nos. 1-8, op. 72 Nos. 1-8“, Symfonický orchestr bavorského rozhlasu, dirigent Rafael Kubelík, Deutsche Grammophon
- „Antonín Dvořák: Slavonic Dances“, Česká filharmonie, dirigent sir Charles Mackerras
- „Antonín Dvořák: Slavonic Dances for piano“, Pianoduo Kolacny, Supraphon, CD, 2002
- Dvorák: Slavonic Dances Opp. 46 & 72, Česká filharmonie, dirigent Jiří Bělohlávek, 2016